# Yunganastes ashkapara
Yunganastes ashkapara es una especie de anfibio anuro de la familia Craugastoridae.

## Distribución geográfica
Esta especie es endémica de Bolivia. Habita en la provincia de Chapare en el departamento de Cochabamba y en la provincia de Manuel María Caballero en el departamento de Santa Cruz entre los 1700 y 2100 m de altitud.

## Publicación original
- Köhler, 2000 : New species of Eleutherodactylus (Anura: Leptodactylidae) from cloud forest of Bolivia. Copeia, vol. 2000, n.º 2, p. 516-520.[5]